# Cheiracanthium fujianense
Cheiracanthium fujianense là một loài nhện trong họ Miturgidae.
Loài này thuộc chi Cheiracanthium. Cheiracanthium fujianense được miêu tả năm 1983 bởi Gong.